# 안동시의 도로 목록
다음은 안동시의 도로 목록이다. 도로는 대로, 로, 길 순서로 가나다 순으로 정리하며, 기초번호나 일련번호 방식으로 매겨진 도로명은 따로 기입하지 않는다. 타 시/도와 연계될 경우 그 경계까지만 적는다.

## 대로
| 도로명   | 기점          | 종점          | 길이     | 유래                                     | 지정일                          | 비고    |
| -------- | ------------- | ------------- | -------- | ---------------------------------------- | ------------------------------- | ------- |
| 경북대로 | 북후면 옹천리 | 수상동        | 81.589km | 경북을 중앙으로 통과하는 주요도로        | 2009년 7월 10일 2009년 7월 30일 | 5914924 |
| 도청대로 | 풍천면 갈전리 | 풍천면 괴정리 | 7.596km  | 경북도청의 상징성을 의미하는 중심 도로명 | 2015년 10월 29일                | 914     |

## 로
| 도로명     | 기점          | 종점          | 길이     | 유래                                                                                              | 지정일           | 비고                           |
| ---------- | ------------- | ------------- | -------- | ------------------------------------------------------------------------------------------------- | ---------------- | ------------------------------ |
| 감애구송로 | 와룡면 가야리 | 녹전면 구송리 | 8.178km  | 행정구역 명(감애리와 구송리)을 활용하여 도로명 부여                                               | 2009년 10월 27일 |                                |
| 강남로     | 수상동        | 정상동        | 5.51km   | 행정구역명 사용                                                                                   | 2009년 10월 27일 | 35                             |
| 검무로     | 풍천면 갈전리 | 풍천면 갈전리 | 910m     | 검무산 아래에 위치함으로 지역명을 인용                                                            | 2015년 10월 29일 |                                |
| 경동로     | 서후면 교리   | 임동면 갈전리 | 84.5km   | 경상북도의 동쪽 도로라는 지역적 특성을 반영하여 도로명 부여                                       | 2009년 11월 26일 | 34                             |
| 경서로     | 풍산읍 괴정리 | 서후면 교리   | 49.7km   | 경상북도의 서쪽과 동쪽을 연결하는 "경북서동대로"의 의미                                           | 2009년 11월 26일 | 34                             |
| 공단로     | 수상동        | 정하동        | 5.51km   | 지역적 특성(공단지대)                                                                             | 2009년 10월 27일 |                                |
| 관광단지로 | 정상동        | 성곡동        | 4.069km  | 지역적 특성(안동문화관광단지)                                                                     | 2009년 10월 27일 | 구 관광단지길, 용정로 병합     |
| 광명로     | 옥동          | 태화동        | 2.673km  | 지역적 특성                                                                                       | 2009년 10월 27일 |                                |
| 길안청송로 | 길안면 천지리 | 길안면 배방리 | 17.2km   | 행정구역 명칭 길안면과 청송군 명칭을 반영하여 도로명부여                                          | 2009년 7월 30일  | 914                            |
| 남문로     | 남문동        | 서부동        | 346m     | 행정구역명 사용                                                                                   | 2009년 10월 27일 |                                |
| 남순환로   | 풍산읍 막곡리 | 임하면 신덕리 | 22.696km | 지역적 특성                                                                                       | 2009년 7월 30일  | 3435                           |
| 녹지로     | 녹전면 서삼리 | 녹전면 신평리 | 8.6km    | 행정구역 명칭인 안동시 녹전면과 영주시 평은면 지곡리를 반영하여 도로명 부여                       | 2009년 7월 30일  | 928                            |
| 농암로     | 와룡면 가구리 | 예안면 신남리 | 33.4km   | 농암 이현보 역사적 인물을 반영하여 도로명 부여                                                    | 2009년 7월 30일  | 933                            |
| 단원로     | 태화동        | 신안동        | 2.552km  | 지역적 특성                                                                                       | 2009년 10월 27일 | 구 단원로, 금명로 병합         |
| 대사로     | 길안면 송사리 | 길안면 고란리 | 13.54km  | 고려조 당시 이곳에 큰 절이 있었다는 지역적 특성을 반영 하여 도로명 부여                           | 2009년 10월 27일 |                                |
| 대안로     | 태화동        | 운흥동        | 2.064km  | 행정구역명 사용                                                                                   | 2009년 10월 27일 |                                |
| 마령산해로 | 임동면 마령리 | 임동면 마령리 | 14.5km   | 행정구역 명칭 마령리와 영양군 입암면 산해리를 연결하는 도로를 반영하여 도로명 부여                | 2009년 7월 30일  |                                |
| 봉호로     | 풍천면 신성리 | 풍천면 구담리 | 47km     | 행정구역 명칭 활용(봉양면,호명면)                                                                 | 2009년 7월 30일  | 927                            |
| 북순환로   | 상아동        | 이천동        | 4.641km  | 지역적 특성                                                                                       | 2009년 10월 27일 |                                |
| 북평로     | 북후면 오산리 | 북후면 옹천리 | 11.3km   | 행정구역 명칭 북후면과 영주시 평은면을 반영하여 도로명 부여                                       | 2009년 7월 30일  | 924928                         |
| 서동문로   | 평화동        | 법흥동        | 2.599km  | 지역적 특성                                                                                       | 2009년 10월 27일 | 구 서문로, 동문로 병합         |
| 석주로     | 법흥동        | 석동동        | 5.129km  | 지역적 특성                                                                                       | 2009년 10월 27일 |                                |
| 수곡용계로 | 길안면 구수리 | 임동면 수곡리 | 18.089km | 행정구역 명칭 임동면 수곡리와 마을 뒷산이 용이 누운 형상이라는 지역적 특성을 반영하여 도로명 부여 | 2009년 10월 27일 |                                |
| 안기천로   | 금곡동        | 태화동        | 1.369km  | 지역적 특성                                                                                       | 2009년 10월 27일 |                                |
| 앙실로     | 수상동        | 옥동          | 4.398km  | 옛 지명 사용                                                                                      | 2009년 10월 27일 |                                |
| 영가로     | 운흥동        | 동부동        | 310m     | 옛 지명 사용                                                                                      | 2009년 10월 27일 |                                |
| 예봉로     | 녹전면 사천리 | 녹전면 원천리 | 22.6km   | 옛 지역 명칭과 행정구역 명칭 활용(예고개, 봉화군)                                                 | 2009년 7월 30일  | 915935                         |
| 옥서로     | 옥동          | 송현동        | 1.278km  | 지역적 특성                                                                                       | 2009년 10월 27일 |                                |
| 육사로     | 태화동        | 법흥동        | 3.68km   | 지역적 특성                                                                                       | 2009년 10월 27일 |                                |
| 은행나무로 | 송현동        | 송현동        | 1.248km  | 지역적 특성                                                                                       | 2009년 10월 27일 |                                |
| 의성길안로 | 길안면 현하리 | 길안면 천지리 | 26.4km   | 행정구역 명칭 의성군과 길안면을 반영하여 도로명 부여                                              | 2009년 7월 30일  | 914                            |
| 일직점곡로 | 일직면 망호리 | 일직면 귀미리 | 12.9km   | 행정구역 명칭 안동시 일직면과 의성군 점곡면을 반영하여 도로명 부여                                | 2009년 7월 30일  | 79                             |
| 장갈로     | 예안면 인계리 | 예안면 동천리 | 15.0km   | 예안면 인계리와 영양군 청기면 정족리의 장갈령 고개의 지리적 특성을 반영하여 도로명 부여           | 2009년 7월 30일  | 920                            |
| 제비원로   | 정하동        | 북후면 오산리 | 7.485km  | 지역적 특성                                                                                       | 2009년 10월 27일 | 35                             |
| 중앙로     | 목성동        | 신세동        | 953m     | 지역적 특성                                                                                       | 2009년 10월 27일 |                                |
| 지풍로     | 풍천면 구담리 | 풍산읍 안교리 | 21.1km   | 행정구역 명칭 예천군 지보면과 안동시 풍천면을 연결하는 도로를 반영하여 도로명을 부여              | 2009년 7월 30일  | 916                            |
| 청량로     | 도산면 가송리 | 도산면 가송리 | 25km     | 도산면 가송리와 봉화 법전면 소천리를 연결하는 도로로 인근 청량산의 지명을 반영하여 도로명 부여    | 2009년 7월 30일  | 35                             |
| 충효로     | 길안면 송사리 | 운흥동        | 45.5km   | 지역적 정서 반영 (충혼탑-충효정신)                                                                | 2009년 7월 30일  | 35930                          |
| 태화중앙로 | 태화동        | 태화동        | 1.334km  | 행정구역명 사용                                                                                   | 2009년 10월 27일 |                                |
| 퇴계로     | 운흥동        | 도산면 가송리 | 36.859km | 행정구역명 사용                                                                                   | 2009년 10월 27일 | 구 퇴계로, 시청로 병합 · 35928 |
| 풍산태사로 | 풍산읍 오미리 | 서후면 저전리 | 34.2km   | 행정구역 풍산읍에서 서후면으로 연결도로로서 삼태사 관련 문화재가 있음을 반영하여 도로명 부여      | 2009년 7월 30일  | 924                            |
| 하이마로   | 송현동        | 옥동          | 5.137km  | 지역적 특성                                                                                       | 2009년 10월 27일 |                                |
| 호반로     | 상아동        | 와룡면 주계리 | 15.567km | 지역적 특성(안동호 주변)                                                                          | 2009년 10월 27일 |                                |

## 길
| 도로명     | 기점          | 종점          | 길이    | 유래                                                                                                | 지정일           | 비고              |
| ---------- | ------------- | ------------- | ------- | --------------------------------------------------------------------------------------------------- | ---------------- | ----------------- |
| 길주길     | 용상동        | 용상동        | 1.046km | 옛 지명 사용                                                                                        | 2009년 10월 27일 | 구 길주새싹길     |
| 서삼길     | 녹전면 서삼리 | 녹전면 서삼리 | 4.4km   | 안동시 녹전면 서삼리 라는 행정구역명칭을 반영하여 도로명을 부여                                     | 2009년 7월 30일  |                   |
| 신평풍천길 | 풍천면 구호리 | 풍천면 신성리 | 10.8km  | 행정구역 명칭 의성군 신평면과 풍천면을 활용한 도로명 부여                                           | 2009년 7월 30일  |                   |
| 안사풍천길 | 풍천면 신성리 | 풍천면 광덕리 | 20.8km  | 행정구역 명칭 의성군 안사면과 풍천면을 활용한 도로명 부여                                           | 2009년 7월 30일  |                   |
| 안평일직길 | 일직면 평팔리 | 일직면 운산리 | 13.3km  | 행정구역 명칭 의성군 안평면과 일직면을 반영한 도로명 부여                                           | 2009년 7월 30일  |                   |
| 영호길     | 안흥동        | 옥야동        | 598m    | 지역적 특성                                                                                         | 2009년 10월 27일 | 구 영호새싹길     |
| 왜가리길   | 풍천면 금계리 | 풍천면 금계리 | 15.9km  | 의성군 안평면 하령리와 풍천면 금계리를 연결하는 왜가리 서식지의 특성을 반영 도로명 부여             | 2009년 7월 30일  |                   |
| 용상북길   | 용상동        | 용상동        | 673m    | 지역적 특성                                                                                         | 2009년 10월 27일 | 구 용상로북길     |
| 운골길     | 풍천면 도양리 | 풍천면 도양리 | 3.1km   | 행정구역 명칭 풍천면 도양리와 예천군 산합면을 연결하는 도로로서 옛 명칭 움골을 반영하여 도로명 부여 | 2009년 7월 30일  |                   |
| 음식의길   | 남부동        | 옥정동        | 453m    | 지역적 특성                                                                                         | 2009년 10월 27일 | 구 음식문화의거리 |

## 참고 자료
- 안동시고시 제2009-63호, 2009년 10월 27일.